# فروتلاند
فروتلاند (بالإنجليزية: Fruitland)‏ هي مدينة في مقاطعة ويكوميكو، ميريلاند، الولايات المتحدة. بلغ عدد السكان 4,866 نسمة في تعداد عام 2010. تم إدخالها في منطقة سالزبوري، ماريلاند العمرانية الإحصائية.

## التركيبة السكانية
قام مكتب تعداد الولايات المتحدة بتحديد بيانات التركيبة السكانية لفروتلاندفي تعداد الولايات المتحدة. في ما يلي، التركيبة السكانية حسب تعدادي 2000 و2010.

### تعداد عام 2000
بلغ عدد سكان فرويتلند 703 نسمة بحسب تعداد عام 2000، وبلغ عدد الأسر 242 أسرة وعدد العائلات 205 عائلة مقيمة في المدينة. في حين سجلت الكثافة السكانية 390.6 نسمة لكل ميل مربع (150.8/كم2). وبلغ عدد الوحدات السكنية 249 وحدة بمتوسط كثافة قدره 138.4 نسمة لكل ميل مربع (53.4/كم2).
وتوزع التركيب العرقي للمدينة بنسبة 97.30% من البيض و 0.14% من الأمريكيين الأصليين و 0.28% من الأمريكيين ذوي الأصول الآسيوية.
بلغ عدد الأسر 242 أسرة كانت نسبة 39.3% منها لديها أطفال تحت سن الثامنة عشر تعيش معهم، وبلغت نسبة الأزواج القاطنين مع بعضهم البعض 72.3% من أصل المجموع الكلي للأسر، ونسبة 7.9% من الأسر كان لديها معيلات من الإناث دون وجود شريك، وكانت نسبة 14.9% من غير العائلات. تألفت نسبة 9.1% من أصل جميع الأسر من أفراد ونسبة 2.9% كانوا يعيش معهم شخص وحيد يبلغ من العمر 65 عاماً فما فوق. وبلغ متوسط حجم الأسرة المعيشية 3.06، أما متوسط حجم العائلات فبلغ 2.90.
بلغ العمر الوسطي للسكان 35 عاماً. وكانت نسبة 26.3% من القاطنين تحت سن الثامنة عشر، وكانت نسبة 8.0% بين الثامنة عشرة والأربعة وعشرين عاماً، ونسبة 32.7% كانت واقعةً في الفئة العمرية ما بين الخامسة والعشرين والأربعة وأربعين عاماً، ونسبة 27.0% كانت ما بين الخامسة والأربعين والرابعة والستين، ونسبة 6.0% كانت ضمن فئة الخامسة والستين عاماً فما فوق. يوجد لكل 100 أنثى 103.2 ذكر، ويوجد لكل 100 أنثى في الثامنة عشر من عمرها فما فوق 107.2 ذكر.
بلغ متوسط دخل الأسرة في المدينة 57,250 دولار، أما متوسط دخل العائلة فبلغ 57,708 دولار. وكان متوسط دخل الذكور 42,171 دولار مقابل 24,464 دولار للإناث. وسجل دخل الفرد الخاص بالمدينة 20,270 دولار. وكانت نسبة 1.4% من العائلات ونسبة 2.4% من السكان تحت خط الفقر، وكان من هؤلاء نسبة 2.7% تحت سن الثامنة عشر ولا أحد منهم في الخامسة والستين من العمر وما فوق.

### تعداد عام 2010
بلغ عدد سكان فروتلاند 4,866 نسمة بحسب تعداد عام 2010، وبلغ عدد الأسر 1,840 أسرة وعدد العائلات 1,223 عائلة مقيمة في المدينة. في حين سجلت الكثافة السكانية 1,287.3 نسمة لكل ميل مربع (497.0/كم2). وبلغ عدد الوحدات السكنية 2,045 وحدة بمتوسط كثافة قدره 541.0 لكل ميل مربع (208.9/كم2).
وتوزع التركيب العرقي للمدينة بنسبة 62.0% من البيض و 0.6% من الأمريكيين الأصليين و 3.1% من الأمريكيين ذوي الأصول الآسيوية و 30.3% من الأمريكيين الأفارقة و 2.6% من عرقين مختلطين أو أكثر.
بلغ عدد الأسر 1,840 أسرة كانت نسبة 37.3% منها لديها أطفال تحت سن الثامنة عشر تعيش معهم، وبلغت نسبة الأزواج القاطنين مع بعضهم البعض 43.0% من أصل المجموع الكلي للأسر، ونسبة 18.4% من الأسر كان لديها معيلات من الإناث دون وجود شريك، بينما كانت نسبة 5.1% من الأسر لديها معيلون من الذكور دون وجود شريكة وكانت نسبة 33.5% من غير العائلات. تألفت نسبة 23.2% من أصل جميع الأسر من أفراد ونسبة 7.9% كانوا يعيش معهم شخص وحيد يبلغ من العمر 65 عاماً فما فوق. وبلغ متوسط حجم الأسرة المعيشية 3.11، أما متوسط حجم العائلات فبلغ 2.64.
بلغ العمر الوسطي للسكان 32.5 عاماً. وكانت نسبة 26.6% من القاطنين تحت سن الثامنة عشر، وكانت نسبة 12.1% بين الثامنة عشرة والأربعة وعشرين عاماً، ونسبة 27.4% كانت واقعةً في الفئة العمرية ما بين الخامسة والعشرين والأربعة وأربعين عاماً، ونسبة 23.6% كانت ما بين الخامسة والأربعين والرابعة والستين، ونسبة 10.2% كانت ضمن فئة الخامسة والستين عاماً فما فوق. وتوزع التركيب الجنسي للسكان بنسبة 46.6% ذكور و53.4% إناث.

## الجغرافيا
تقع فروتلاند في (38.323555، -75.619557).
وفقا لمكتب التعداد بالولايات المتحدة، فالمدينة بها مساحة إجمالية قدرها 5.3 ميل مربع (9.1 كم2)، منها 3.5 أميال مربعة (9.1 كم2) من اليابسة و0.28٪ من المياه.